# 普利茅斯公司
普利茅斯公司（英語：Plymouth Company），又稱弗吉尼亞普利茅斯公司（英語：Virginia Company of Plymouth），是1606年由詹姆斯一世颁布皇家宪章成立的一家股份公司，成立目的是在北美建立殖民地，管轄範圍由北纬38度至45度。